# الأسرة المصرية الثامنة عشر
الأسرة المصرية الثامنة عشر هي أول أُسّر المملكة المصرية الحديثة، وهي الفترة التي بلغت فيها مصر القديمة أوج قوتها. حكمت الأسرة الثامنة عشر من الفترة من حوالي 1549/1550 إلى 1292 قبل الميلاد. تُعرف هذه الأسرة أيضاً باسم الأسرة التحتمسية تيمناً بالفراعنة الأربعة الذين سُمّوا تحتمس.
يعود أصل العديد من الفراعنة الأكثر شهرة في مصر إلى الأسرة الثامنة عشرة، من بينهم توت عنخ آمون، الذي عثر هوارد كارتر على مقبرته في 1922. ومن بين الفراعنة المشهورين الآخرين لهذه الأسرة؛ المكلة حتشبسوت (حَكَمّت من 1479-1458 ق.م.) أطول ملكة فرعونية حُكماً من سلالة مصرية أصلية والملك أخناتون (حَكَمّ من 1353-1336 ق.م.) وزوجته الملكية العظيمة نفرتيتي. تعتبر الأسرة الثامنة عشرة فريدة من نوعها بين الأسر المصرية الأخرى، إذ أن امرأتين منها حكمتا مصر كفرعون متفرد: حتشبسوت، التي تعتبر واحدةً من أكثر الحكام ابتكاراً في مصر القديمة ونفرنفرو آتون، التي تُعرف عادةً باسم نفرتيتي.

## تاريخياً

### بداية الأسرة الثامنة عشرة
تأسست الأسرة الثامنة عشرة على يد أحمس الأول، أخ أو ابن كامس، آخر حكام الأسرة السابعة عشرة. أنهى أحمس الحملة المُشنة ضد حكام الهكسوس بغية طردهم. ويُعد عهده نهاية فترة مصر الانتقالية الثانية وبداية المملكة المصرية الحديثة. كانت الملكة أحمس نفرتاري، زوجة أحمس، «المرأة الأكثر تبجيلاً في التاريخ المصري وهي بمثابة جدة الأسرة الثامنة عشر.» التي قُدسّت بعد وفاتها. خَلفّ أحمس ابنه أمنحتب الأول، الذي تميز عهده بالهدوء النسبي.
من المرجح أن أمنحتب الأول لم يخلف وريثاً ذكراً ويبدو أن الفرعون التالي، تحتمس الأول، كان على صلة بالعائلة المالكة من خلال المصاهرة. وخلال فترة حكمه، وصلت حدود الإمبراطورية المصرية إلى أقصى اتساع لها، فامتدت إلى كركميش شمالاً على نهر الفرات وحتى كورغس (جنوب أبو حمد) جنوباً إلى ما وراء الجندل الرابع لنهر النيل. خلف تحتمس الأول تحتمس الثاني وملكته حتشبسوت، ابنة تحتمس الأول. أصبحت حتشبسوت الفرعون الحاكم وحكمت لأكثر من عشرين عاماً وذلك بعد وفاة زوجها وانتهاء فترة وصايتها على ربيبها القاصر (الذي أصبح لاحقاً فرعوناً باسم تحتمس الثالث).
حكم تحتمس الثالث، الذي عُرف لاحقاً بكونه أعظم فرعون عسكري على الإطلاق، لفترة طويلة بعد أن أصبح فرعوناً. فقد حَكَم لولاية ثانية في شيخوخته مع ابنه أمنحتب الثاني. خلف أمنحتب الثاني تحتمس الرابع، الذي حَكَم من بعده ابنه أمنحتب الثالث، الذي يُنظر إلى عهده على أنه أهم مرحلة في تاريخ هذه السلالة.
مَثَلّ عهد أمنحتب الثالث فترة ازدهار غير مسبوقة وبراعة فنية وقوة عالمية، كما يشهد بذلك أكثر من 250 تمثالاً (أكثر من أي فرعون آخر) و 200 جعران حجري كبير اُكتُشفّت على طول سوريا حتى النوبة. تولى أمنحتب الثالث مشاريع بناء واسعة النطاق، لا يمكن مقارنة حجمها إلا بمشاريع عهد رمسيس الثاني الأطول حكماً بكثير خلال الأسرة التاسعة عشرة. كانت زوجة أمنحتب الثالث هي الزوجة الملكية العظيمة تيي، التي شيدّ لها بحيرة اصطناعية، كما هو موصوف على أحد عشر جعراناً.

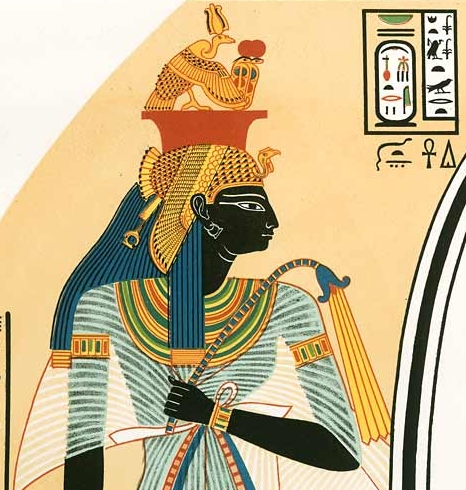
أحمس نفرتاري هي ابنة سقنن رع، ملك الأسرة السابعة عشر الذي ثار ضد الهكسوس، الذين طردهم شقيقها أحمس، فأصبحت ملكة مصر الموحدة وتقدسّت بعد وفاتها.
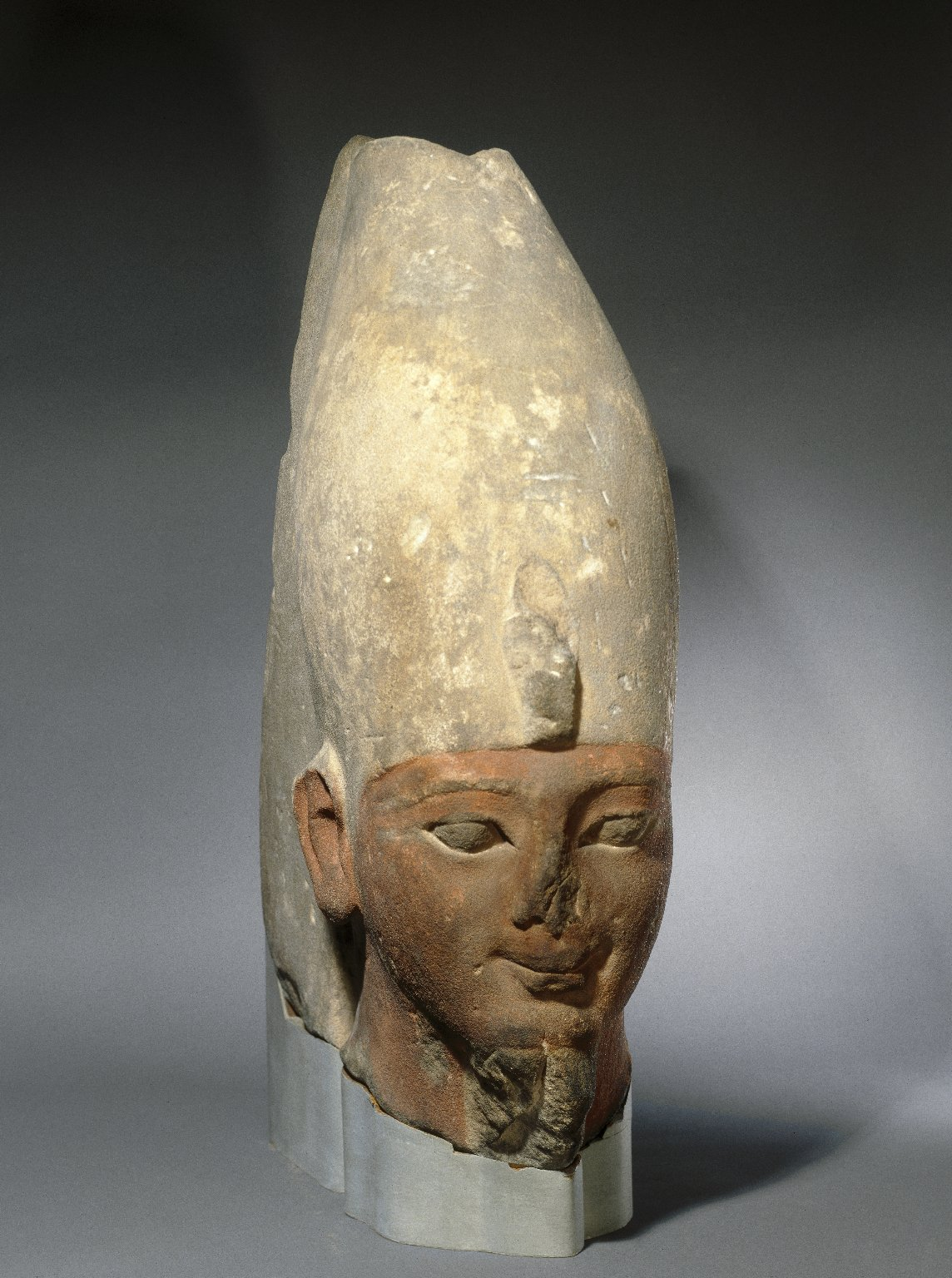
رأس أحد ملوك الأسرة الثامنة عشرة الأوائل، حوالي 1539–1493 ق.م، متحف بروكلين

### أخناتون وحقبة العمارنة وتوت عنخ آمون
| i | t · n | ra |

آتون

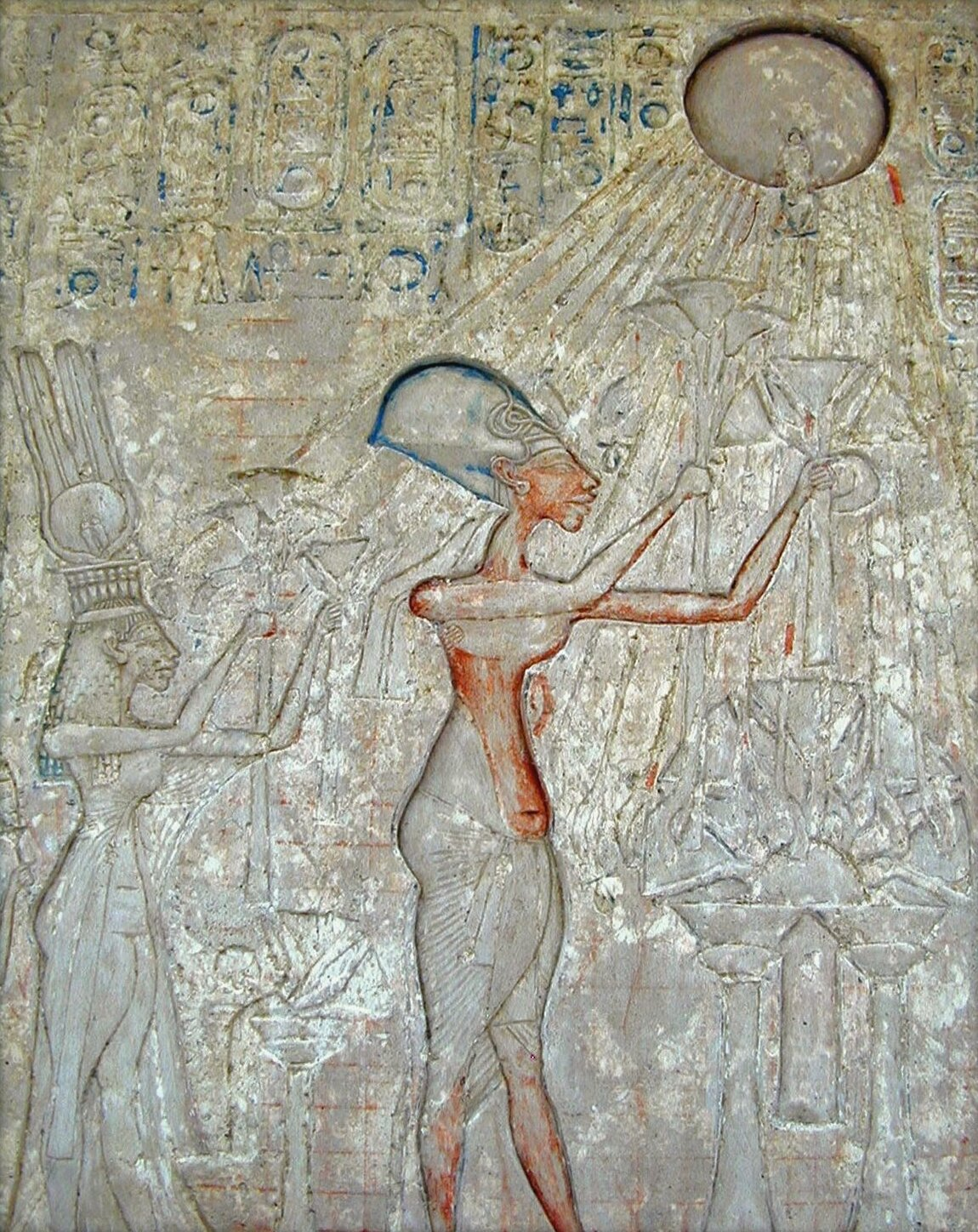
إخناتون وعائلته يقدمون القرابين لآتون. الثانية من اليسار هي ابنته ميريت آتون.

ربما يكون أمنحتب الثالث قد تقاسم العرش لمدة تصل إلى إثني عشر عاماً مع ابنه أمنحتب الرابع. هناك الكثير من الجدل حول هذه الوصاية المشتركة المقترحة، حيث يرى خبراء مختلفون أن هناك ولاية مشتركة طويلة أو ولاية قصيرة أو ربما لم تكن موجودة إطلاقاً.
في السنة الخامسة من حكمه، غيّر أمنحتب الرابع اسمه إلى إخناتون (المخلص لآتون أو الروح الحية لآتون) ونقل عاصمة ملكه إلى تل العمارنة، التي سماها أخيتاتون. في عهده، أصبح آتون (قرص الشمس) في البداية، الإله الأبرز، وفي النهاية أصبح يُعتبر الإله الوحيد. ما تزال مسألة إذا كان هذا يرقى إلى التوحيد الحقيقي موضوع نقاش داخل المجتمع الأكاديمي. يقول البعض أن إخناتون ابتكر التوحيد، بينما يشير آخرون إلى أنه قمع فقط عبادة الشمس السائدة بتوكيد غيرها، بينما لم يهجر تماماً العديد من الآلهة التقليدية الأخرى.
اعتبر المصريون اللاحقون «حقبة العمارنة» انحرافاً مؤسفاً. والأحداث التي أعقبت وفاة إخناتون غير واضحة. الشخصان المدعوان باسم سمنخ كا رع ونفر نفرو آتون معروفان ولكن مكانتهما ودورهما النسبي في التاريخ لا يزالان موضع نقاش كبير؛ من المحتمل أن يكون نفر نفرو آتون اسم ملكي لنفرتيتي، الزوجة الملكية العظيمة لإخناتون، كفرعون. في النهاية تولى توت عنخ آمون العرش لكنه مات صغيراً. تُمثل ابنتيه الرضيعتان، المومياء رقم 317 إيه ورقم 317 بي، آخر جيل مرتبط وراثياً بالأسرة الثامنة عشرة.

### آي وحورمحب

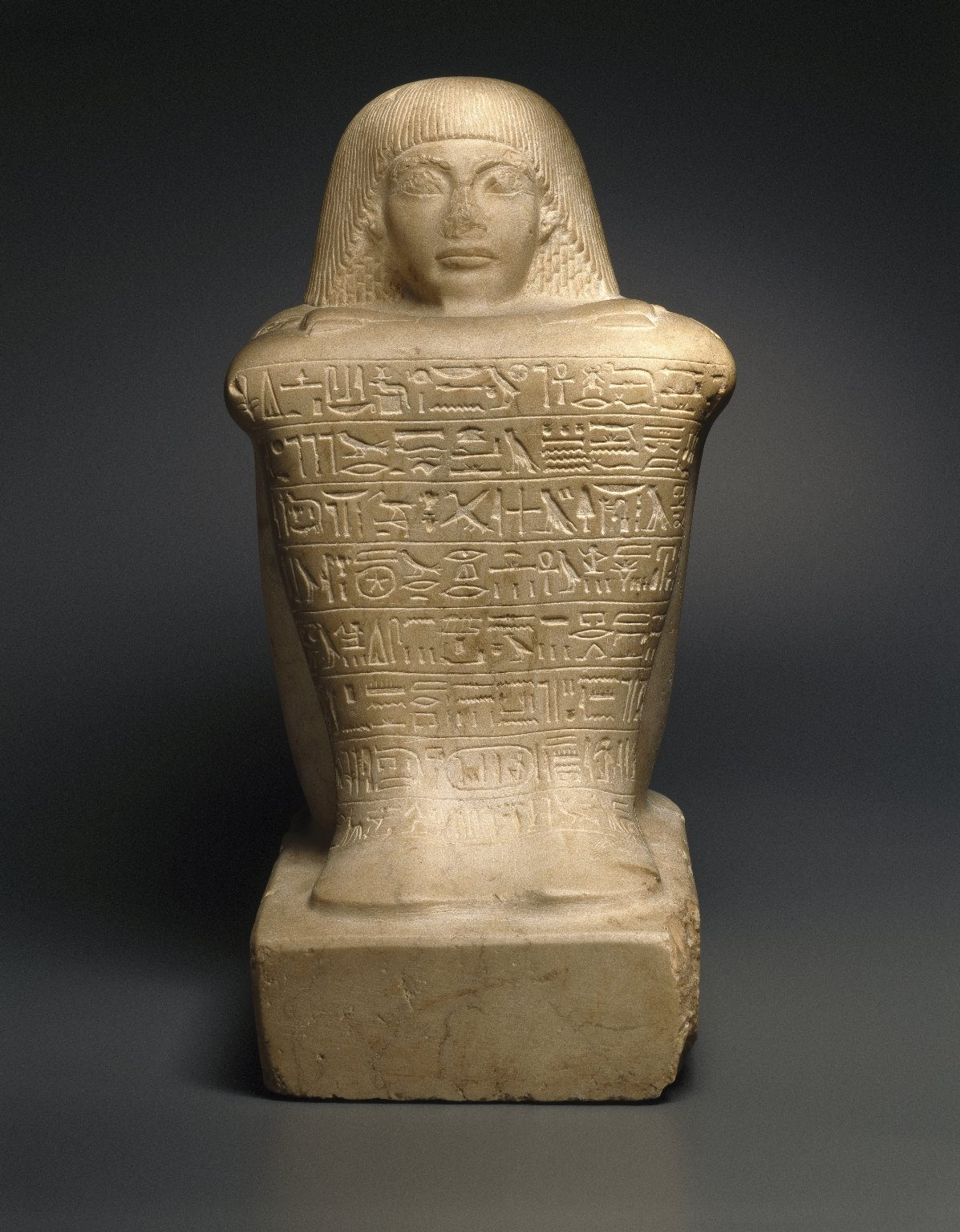
تمثال كتلة لآي، حوالي. 1336-1327 ق.م، 66.174.1، متحف بروكلين

كان آخر ملكين من الأسرة الثامنة عشرة - آي وحورمحب - حكاماً من رتب المسؤولين في البلاط الملكي، على الرغم من أن آي ربما كان خال إخناتون باعتباره قريناً من نسل يويا وتجويو.
ربما تزوج آي من الزوجة الملكية العظيمة الأرملة والأخت غير الشقيقة لتوت عنخ آمون، عنخ إسن آمون، من أجل تملك السلطة؛ إلا أنها لم تعِش طويلاً بعد ذلك. ثم تزوج آي من تي، التي كانت في الأصل مرضعة نفرتيتي.
لم يدم عهد آي طويلاً. كان خليفته حورمحب، قائداً للجيش في عهد توت عنخ آمون وربما كان الفرعون قد أراده أن يكون خليفته في حالة وفاة أطفاله وهو ما حدث. وربما سلب حورمحب العرش من آي بانقلاب. على الرغم من اختيار ابن آى أو ربيبه، نخت مين، ولياً لعهد والده/زوج والدته، يبدو أن نخت مين قد توفي في عهد آي، تاركاً الفرصة لحورمحب للمطالبة بالعرش بعد ذلك.
كذلك رحلّ حورمحب دون أن يبقى له أطفالاً أحياء، بعد أن عين وزيره، بارعمسو، وريثاً له. اعتلى هذا الوزير العرش في 1292 ق.م باسم رمسيس الأول، وكان أول فرعون من الأسرة التاسعة عشرة.
إن هذا التمثال على اليسار يصور رجلاً اسمه آي حاز مناصب دينية سامية بوصفه الكاهن الثاني لآمون الثاني وكاهن موط الأكبر في طيبة. ازدهرت مسيرته خلال عهد توت عنخ آمون، حينما صنع هذا التمثال. كانت خراطيش الملك آي، خليفة توت عنخ آمون التي نُقشّت عليه، محاولة من أحد الحرفيين «لتحديث تاريخ» التمثال.

### العلاقات مع النوبة
غزّت إمبراطورية الأسرة الثامنة عشرة النوبة السفلى تحت حكم تحتمس الأول. وفي عهد تحتمس الثالث، سيطر المصريون على النوبة وصولاً إلى الجندل الرابع (منحدر النهر) للنيل. أشار المصريون إلى المنطقة باسم كوش وكان يديرها ابن الملك في كوش. حصلت الأسرة الثامنة عشرة على الذهب النوبي وجلود الحيوانات والعاج وأشجار الأبنوس والأبقار والخيول التي امتلكت جودةً استثنائيةً. بنى المصريون المعابد في جميع أنحاء النوبة. خُصص أحد أكبر وأهم المعابد فيها لآمون في جبل البركل في مدينة نبتة. وسعّ الفراعنة المصريين والنوبيين في وقت لاحق مثل طهارقا هذا المعبد لاحقاً.

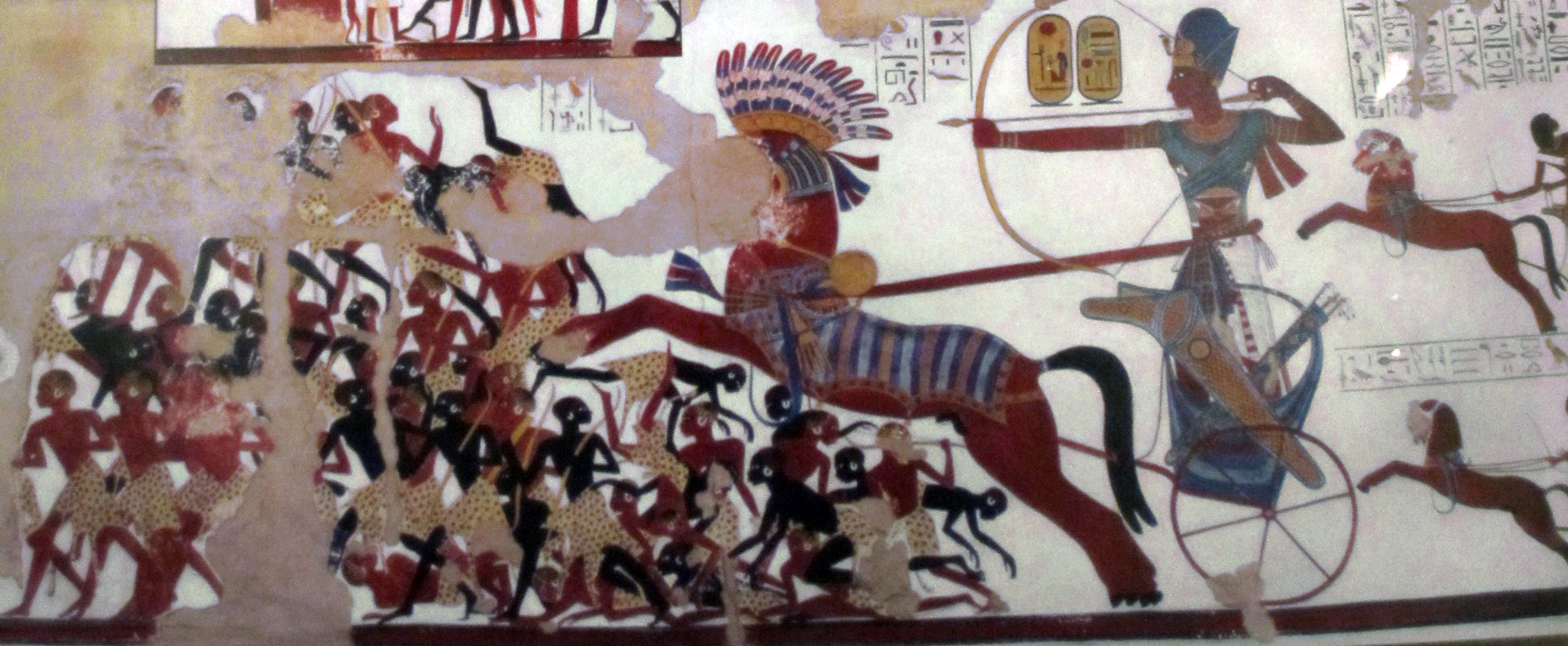
رمسيس الثاني يهاجم النوبيين من عجلته الحربية
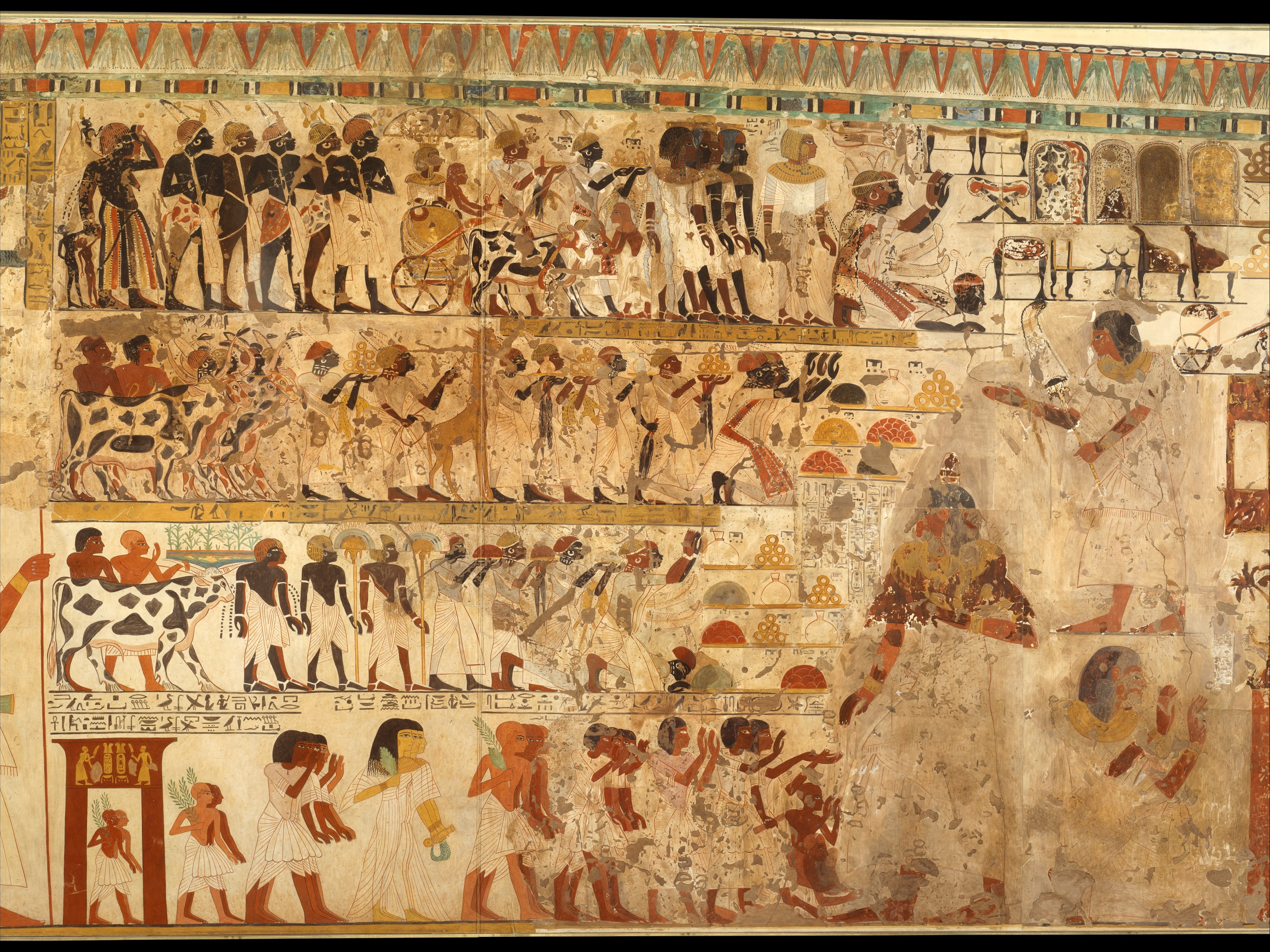
نوبيون يقدمون الجزية للملك، مقبرة حوي
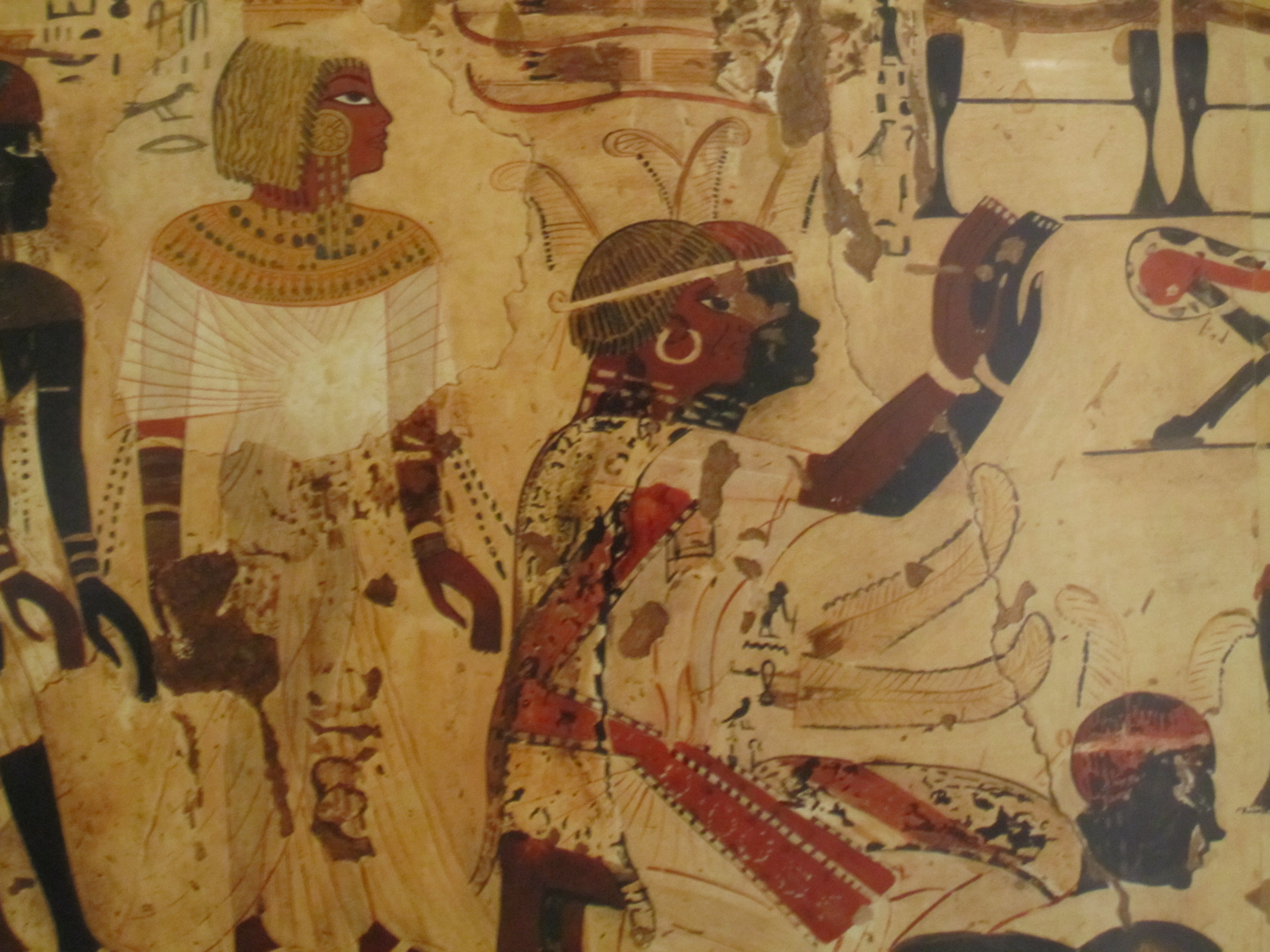
الأمير النوبي حقا نفر يقدم الجزية للملك توت، الأسرة الثامنة عشر، مقبرة حوي
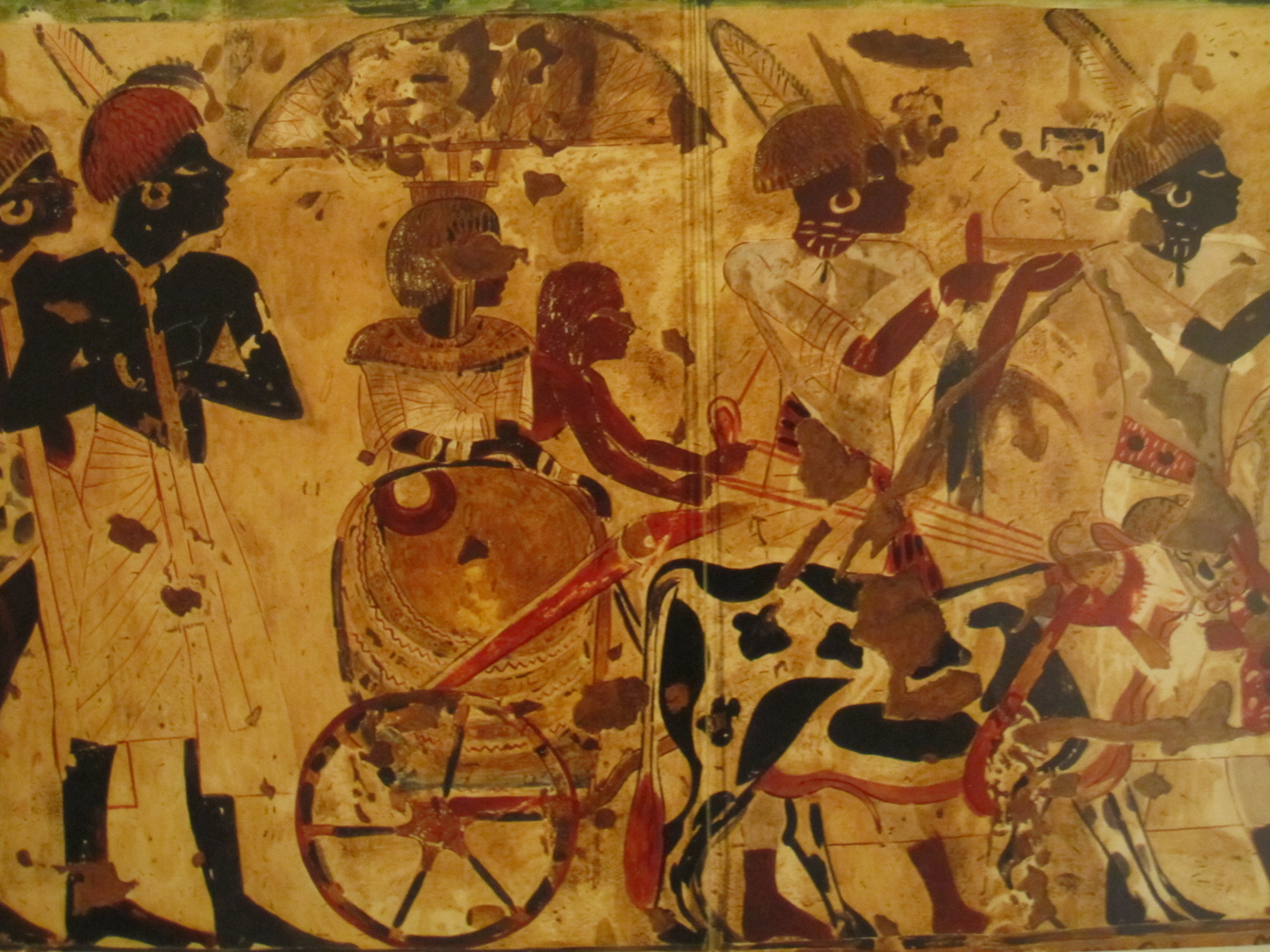
النوبيون يقدمون الجزية للملك توت عنخ آمون، مقبرة حوي

## العلاقات مع الشرق الأدنى
بعد نهاية فترة الحكم الأجنبي للهكسوس، انخرطت الأسرة الثامنة عشرة في مرحلة حثيثة من التوسع، حيث احتلت مناطق شاسعة من الشرق الأدنى، خاصة الفرعون تحتمس الثالث الذي أخضع بدو «الشاسو» في شمال كنعان وأرض رتنو، حتى سوريا وميتاني ضمن العديد من الحملات العسكرية حوالي 1450 ق.م.

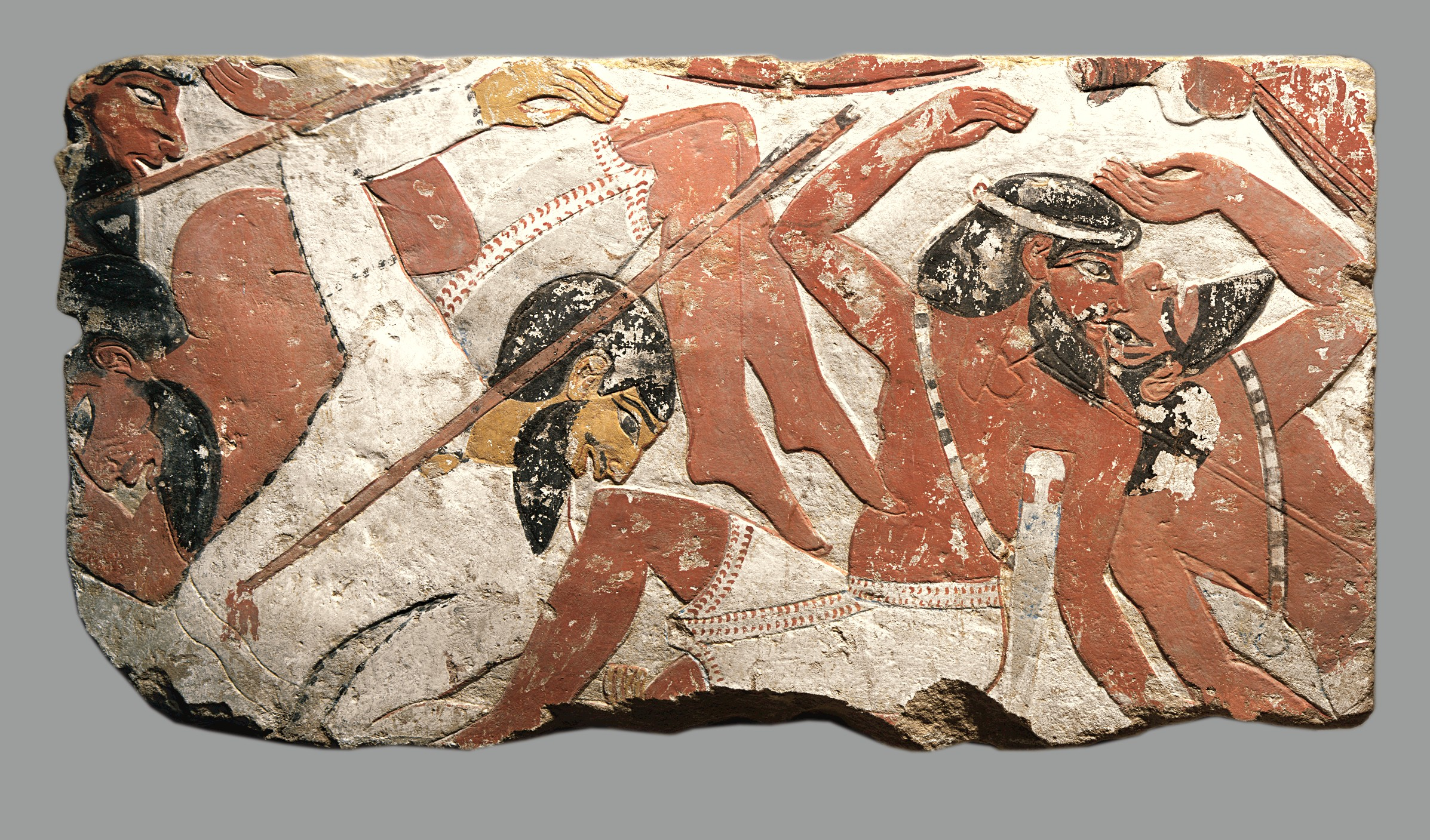
نقش مصري يصور معركة ضد الآسيويين الغربيين. خلال حكم أمنحتب الثاني، الأسرة الثامنة عشرة، حوالي 1427-1400 ق.م.
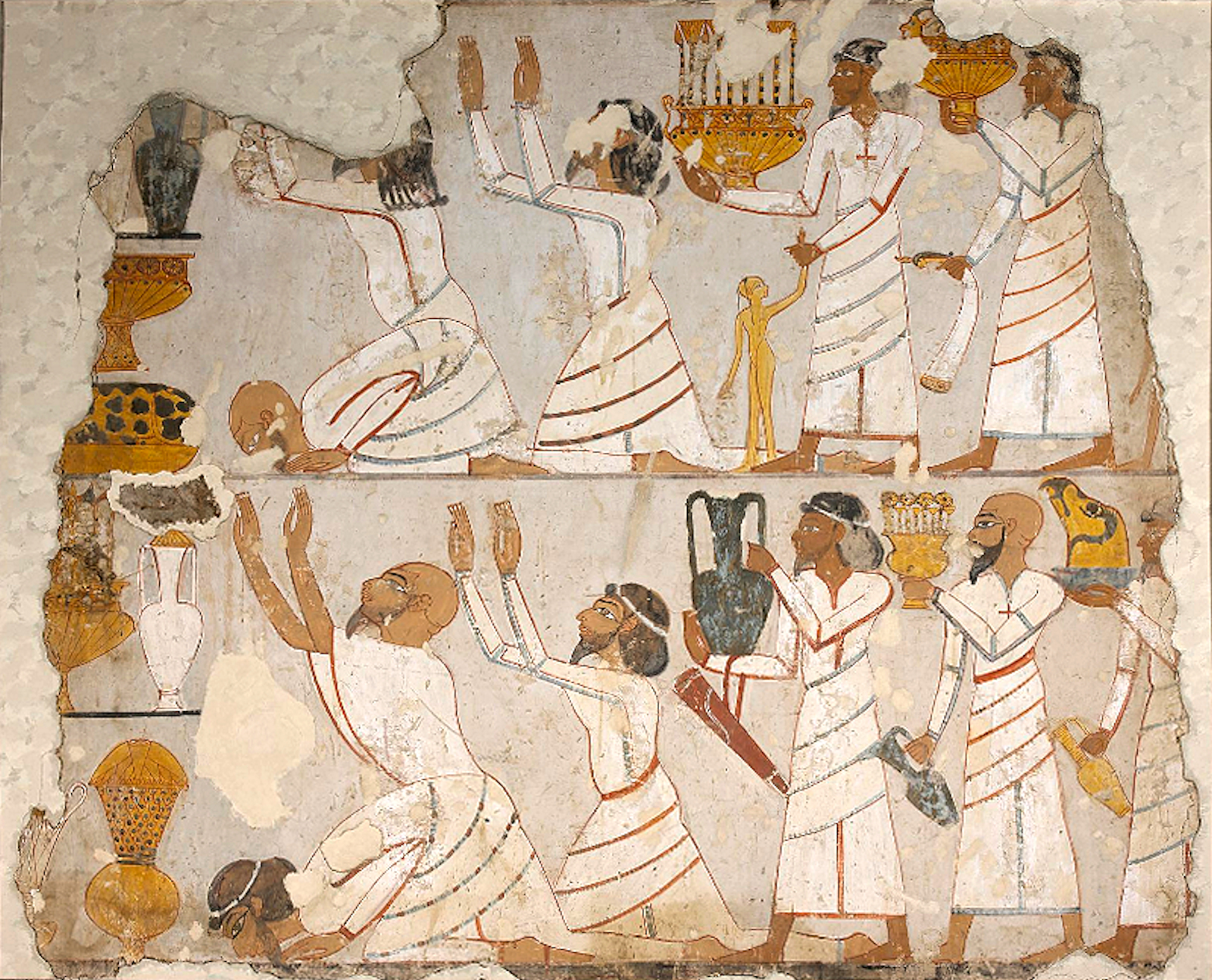
حاملو الجزية من غرب آسيا في مقبرة سوبختب حوالي 1400 ق.م، طيبة، المتحف البريطاني.

## التاريخ
يشير التأريخ بالكربون المشع إلى أن الأسرة الثامنة عشرة ربما تكون قد تأسسّت قبل سنوات قليلة من التاريخ التقليدي 1550 ق.م. حيث يشير النطاق الزمني بالكربون المشع لبداية تأسيسها إلى 1570-1544 ق.م، بمتوسط 1557 ق.م.

## فراعنة الأسرة
حكم الفراعنة من الأسرة الثامنة عشرة حوالي 250 سنة (1550-1298 ق.م.). التواريخ والأسماء الواردة في هذا الجدول مأخوذة من كتاب دادسن وهيلتون. دفن العديد من الفراعنة في مقابر وادي الملوك بطيبة (المعينة بحرفي كيه في). بالإمكان العثور على معلومات أكثر على موقع مشروع خرائط طيبة. هناك العديد من الزيجات الدبلوماسية المعروفة في المملكة الحديثة. على أنه غالباً ما يذكر أسماء بنات الملوك الأجانب حصرياً في النصوص المسمارية ولا تُذكر في مصادر أخرى. ومن المرجح أن هذه الزيجات كانت وسيلة لتوطيد العلاقات الجيدة بين هذه الدول.
| الفرعون                 | الصورة | اسم حورس/اسم التتويج      | فترة الحكم     | المقبرة                       | الزوجات | ملاحظات                              |
| ----------------------- | ------ | ------------------------- | -------------- | ----------------------------- | --- | ------------------------------------ |
| أحمس الأول/أحمسيس الأول |        | نب-بحتي-رع (سيد القوة رع) | 1549–1524 ق.م. |                               | أحمس-نفرتاري أحمس حنوت تمحو أحمس سات كاموس |                                      |
| أمنحتب الأول            |        | ز سر كا رع                | 1524–1503 ق.م. | مقبرة 39؟ أو مقبرة إيه إن بي؟ | أحمس مريت آمون |                                      |
| تحتمس الأول             |        | عا خبر كا رع              | 1503–1493 ق.م. | مقبرة 20، مقبرة 38            | أحمس موت نفرت |                                      |
| تحتمس الثاني            |        | عا خبر إن رع              | 1493–1479 ق.م. | مقبرة 42؟                     | حتشبسوت إست |                                      |
| حتشبسوت                 |        | ما عت كا رع               | 1479–1458 ق.م. | مقبرة 20                      | تحتمس الثاني |                                      |
| تحتمس الثالث            |        | من خبر (إن) رع            | 1479–1425 ق.م. | مقبرة 34                      | سات ياح حتشبسوت ميريت رع نبتو منهت ومنوي وميرتي |                                      |
| أمنحتب الثاني           |        | عا خبرو رع                | 1427–1397 ق.م. | مقبرة 35                      | تي عا |                                      |
| تحتمس الرابع            |        | من خبرو رع                | 1397–1388 ق.م. | مقبرة 43                      | نفرتاري يعرت موت إم ويا ابنة أرطاطاما الأول ملك ميتاني |                                      |
| أمنحتب الثالث           |        | نب ماعت رع                | 1388–1351 ق.م. | مقبرة 22                      | تيي جليوخيبا أميرة ميتاني تدوخيبا أميرة ميتاني سات آمون إست ابنة كوريغالزو الأول ملك بابل ابنة كادشمان إنليل الأول ملك بابل ابنة تراهوندارادو حاكم أرزاوا ابنة حاكم آميا |                                      |
| أمنحتب الرابع/إخناتون   |        | نفر خبرو رع               | 1351–1334 ق.م. | المقبرة الملكية لإخناتون      | نفرتيتي كيا تدوخيبا أميرة ميتاني ابنة ساتيا أمير بعلبك (إنيساسي) ميريت آتون؟ ميكيتاتون؟ عنخ إسن آمون ابنة بورنا بورياش الثاني، ملك بابل                                  |                                      |
| سمنخ كا رع              |        | عنخ خبرو رع               | 1335–1334 ق.م. |                               | ميريت آتون |                                      |
| نفر نفرو آتون           |        | عنخ خبرو رع               | 1334–1332 ق.م. |                               | إخناتون؟ سمنخ كا رع؟ | غالباً ما يشار إليها على أنها نفرتيتي |
| توت عنخ آمون            |        | نب خبرو رع                | 1332–1323 ق.م. | مقبرة 62                      | عنخ إسن آمون |                                      |
| آي                      |        | خبر خبرو رع               | 1323–1319 ق.م. | مقبرة 23                      | عنخ إسن آمون تي (ملكة) |                                      |
| حورمحب                  |        | ز سر خبرو رع-ست إب إن رع  | 1319–1292 ق.م. | مقبرة 57                      | موت نجمت أمينيا |                                      |

## معرض صور

تمثال للفرعون أمنحوتب الأول.
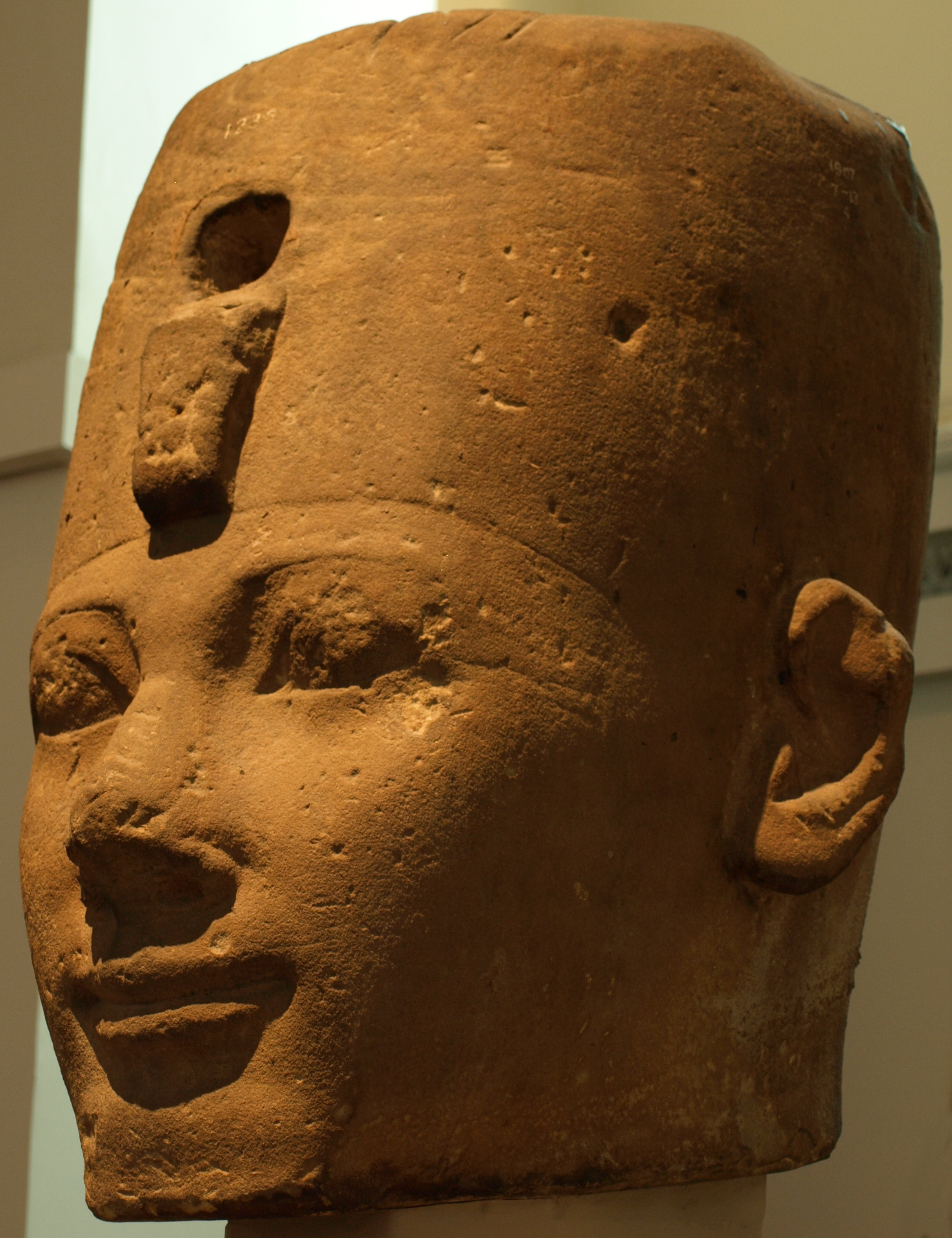
حجر رملي ضخم للفرعون تحتمس الأول . المتحف البريطاني
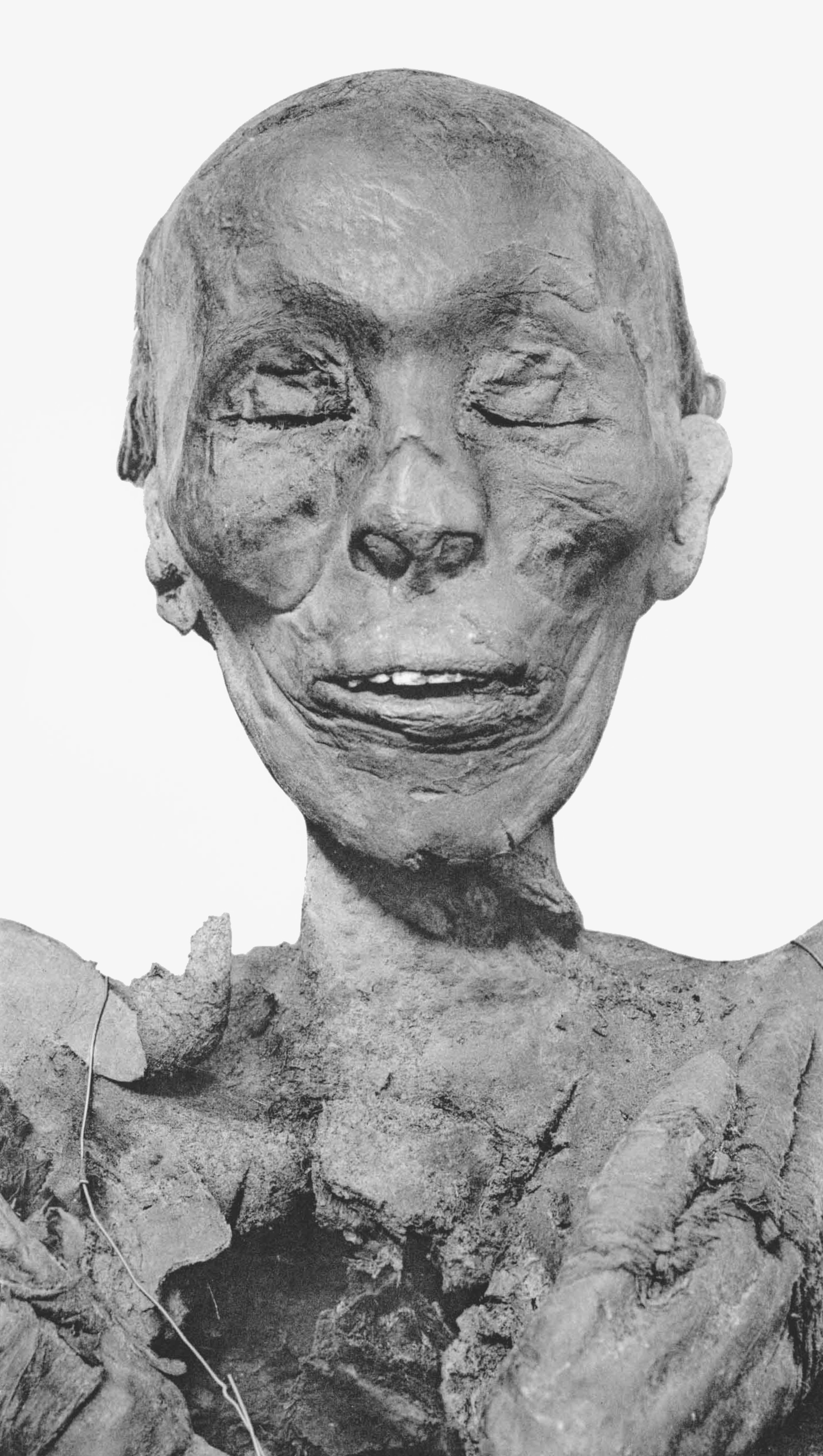
رأس مومياء محنط للفرعون تحتمس الثاني
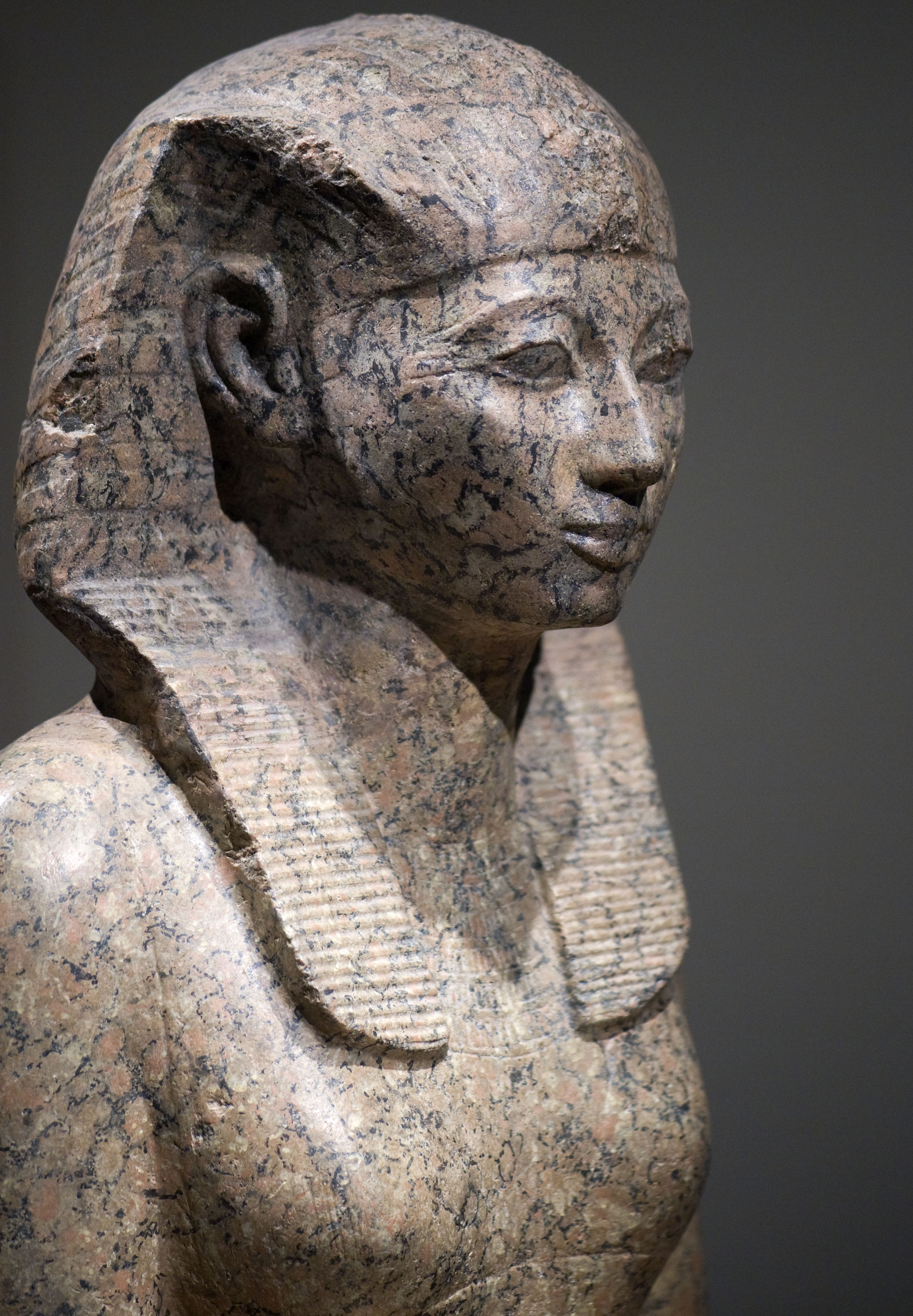
تمثال من الحجر للملكة حتشبسوت
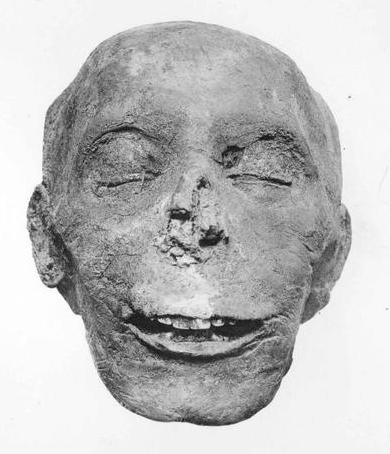
رأس مومياء محنط للفرعون تحتمس الثالث
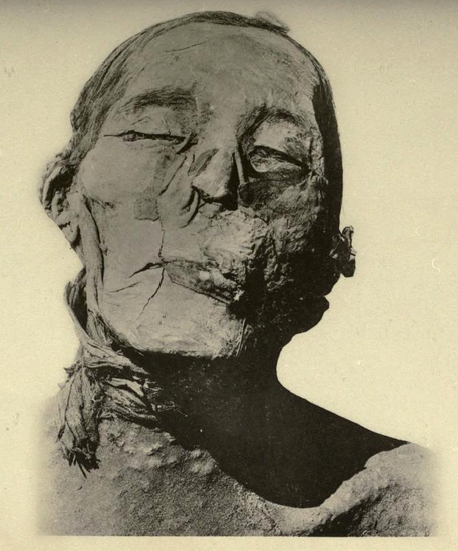
وجه مومياء الفرعون أمنحتب الثاني كما صُور عام 1902.
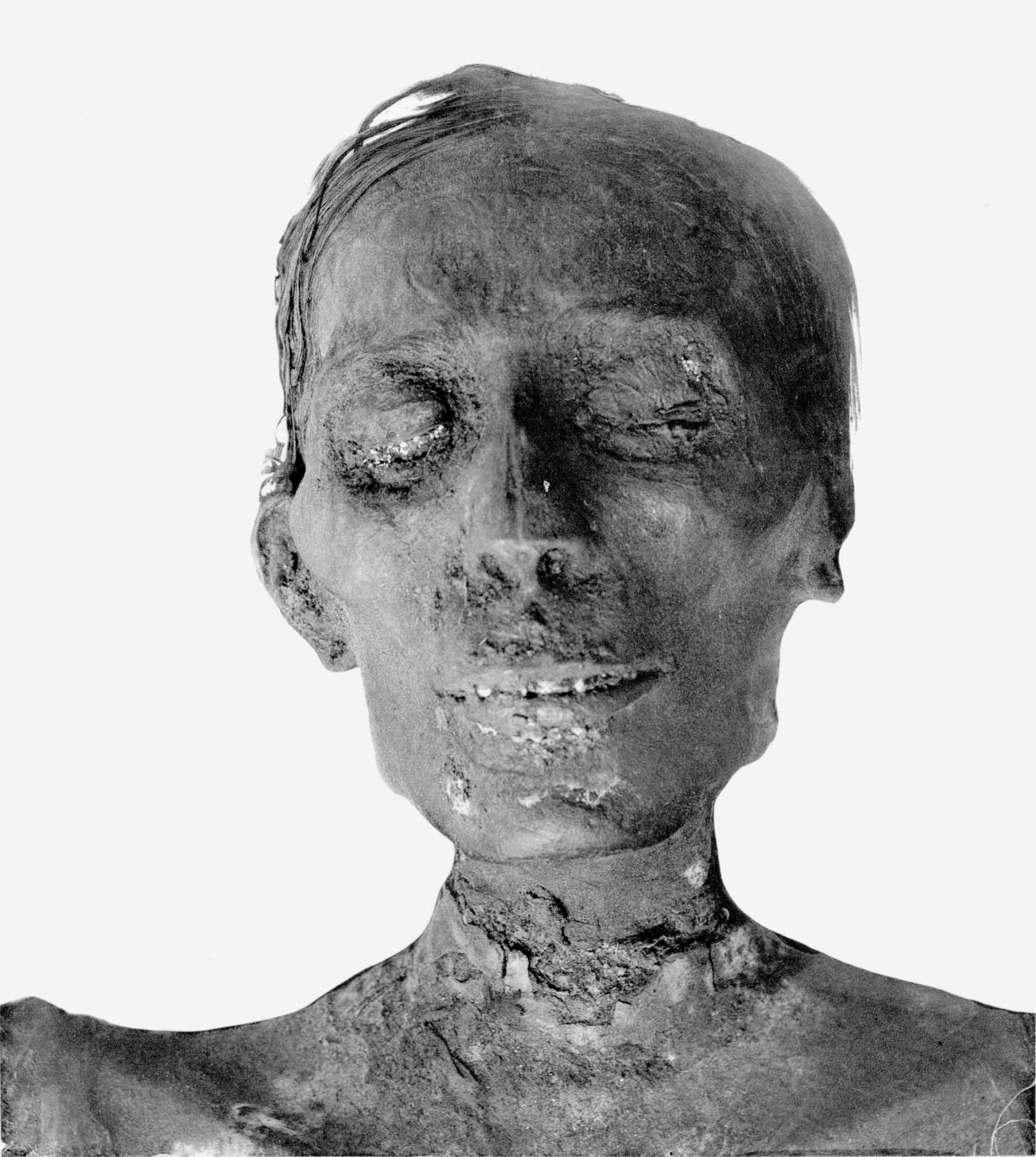
رأس مومياء محنط للفرعون تحتمس الرابع
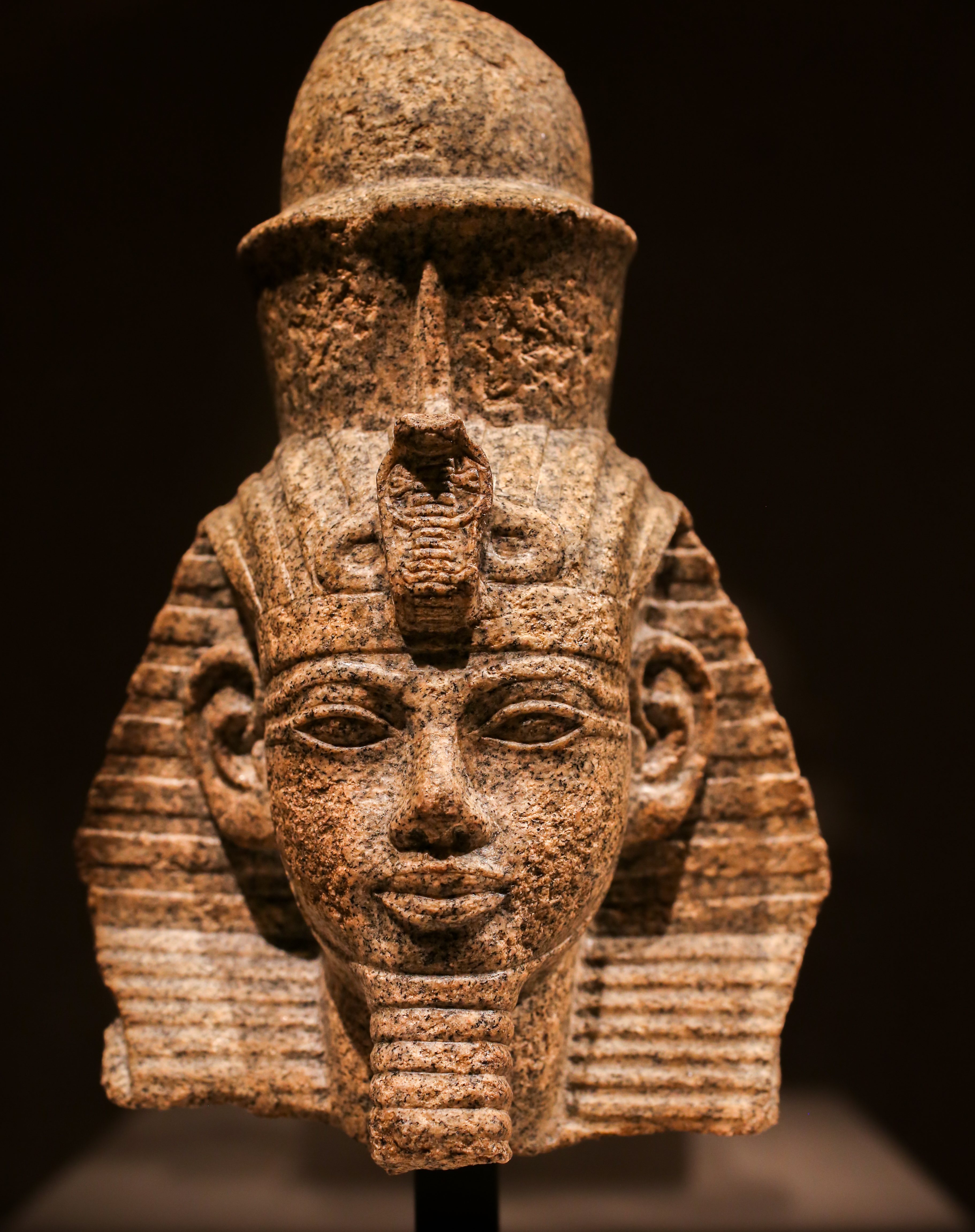
تمثال للملك أمنحتب الثالث يظهر فيه وهو يرتدي التاج المزدوج الذي يمثل مصر العليا والسفلى
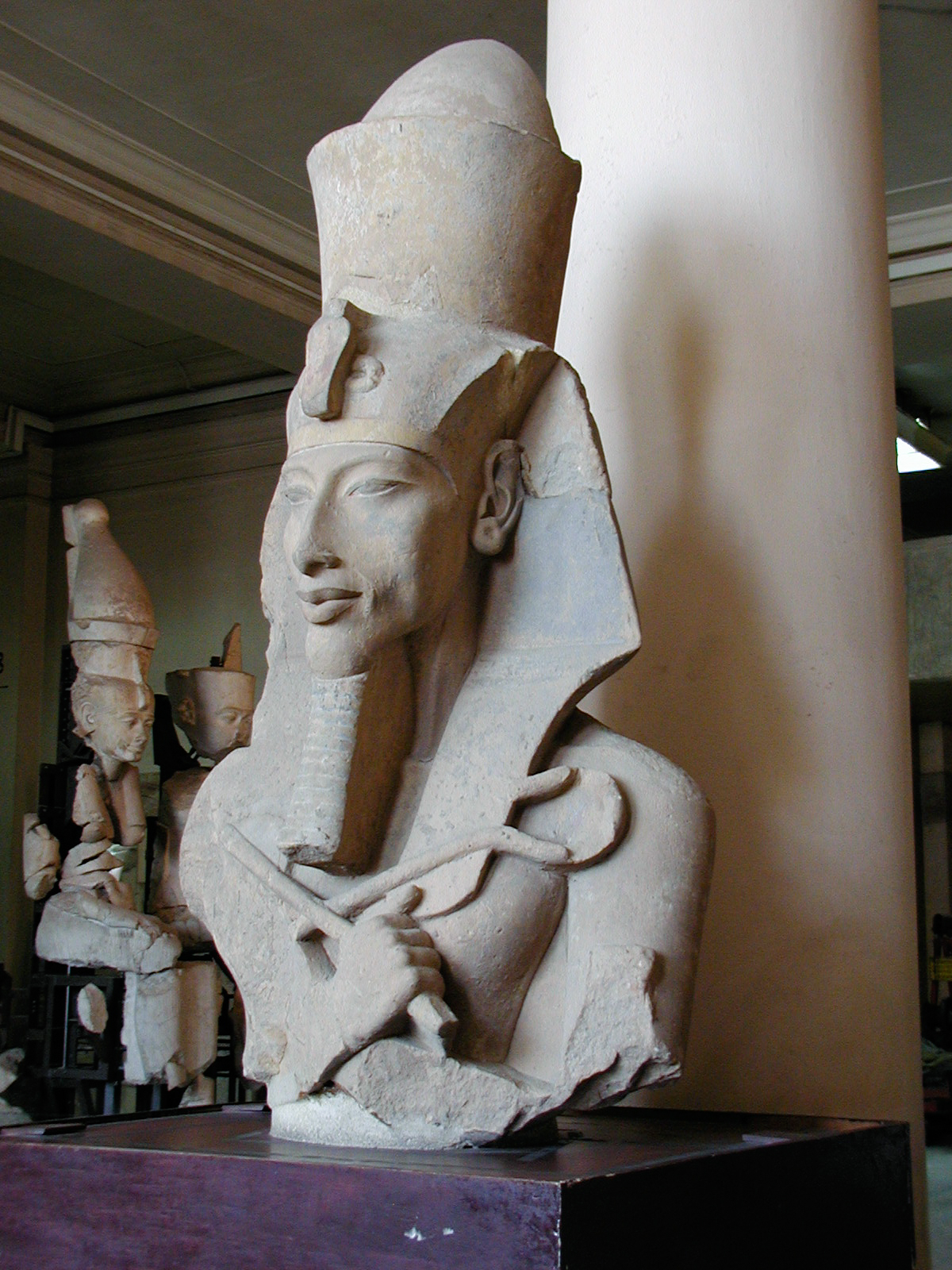
تمثال لإخناتون على طراز العمارنة
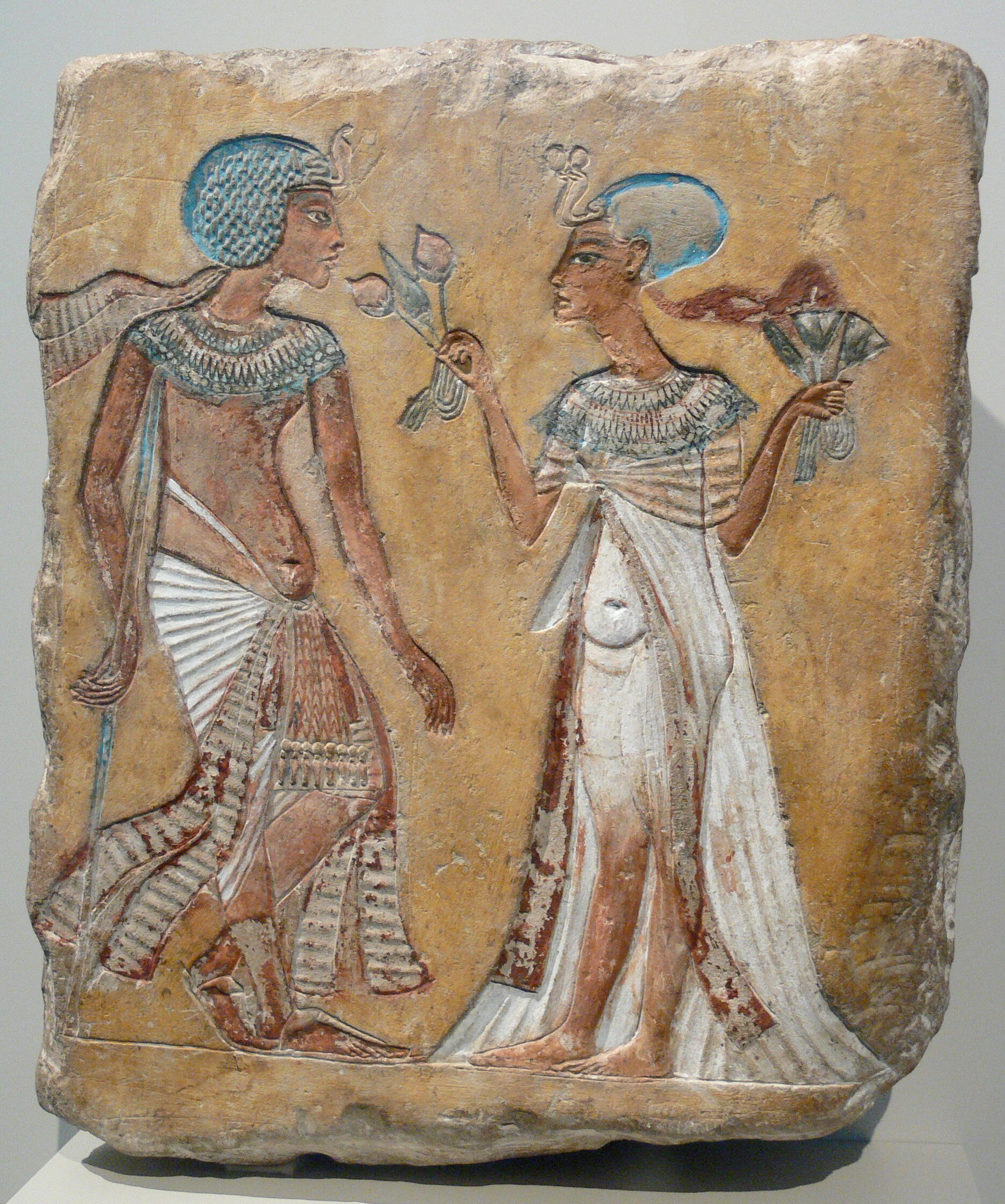
حجر من الكلس يصور الفرعون سمنخ كا رع والملكة عنخ إسن آمون
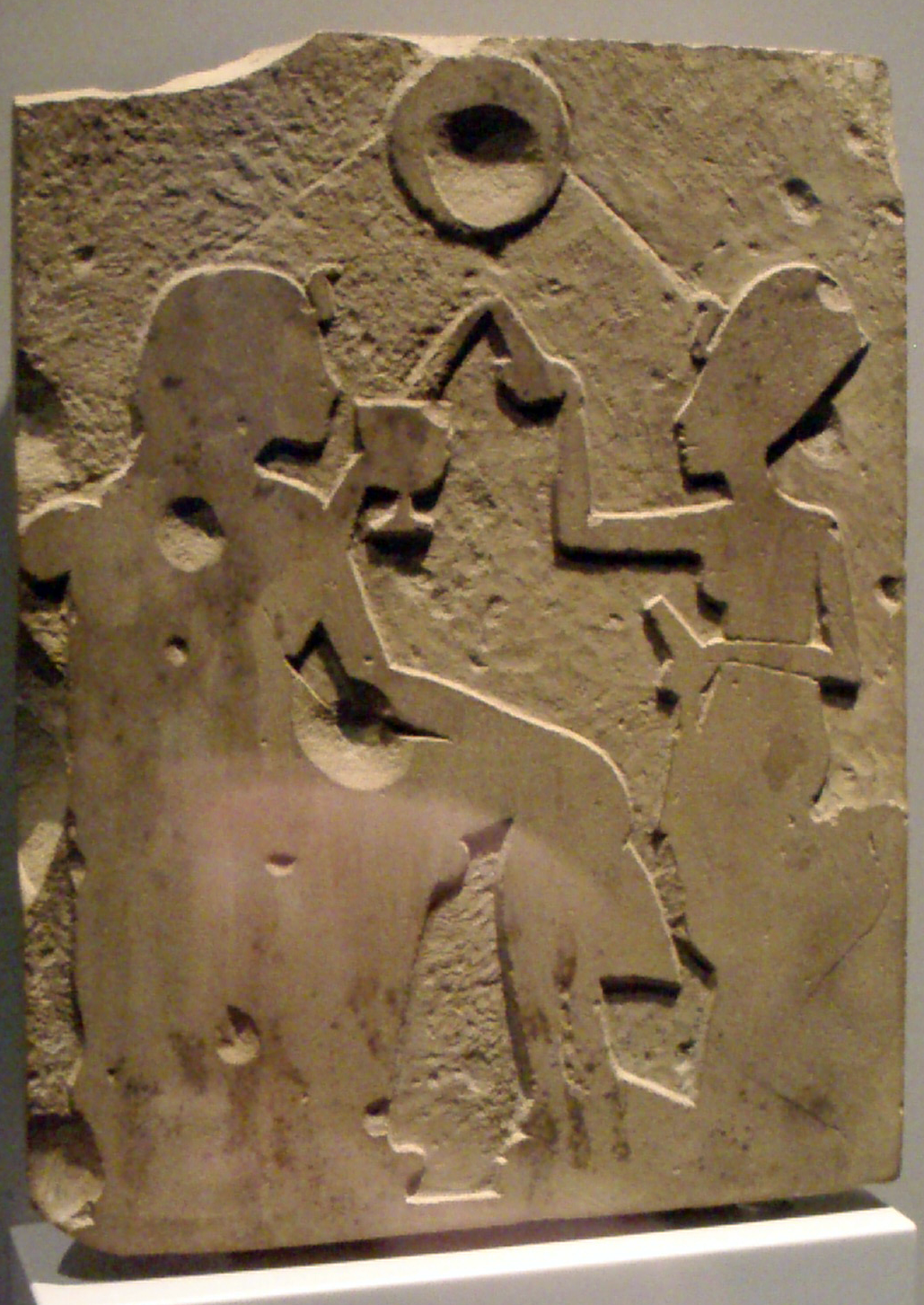
قطعة أثرية غير مكتملة تصور الفرعون الأنثى نفرتيتي وهي تصب النبيذ في كأس إخناتون. متحف ألتيس ، برلين
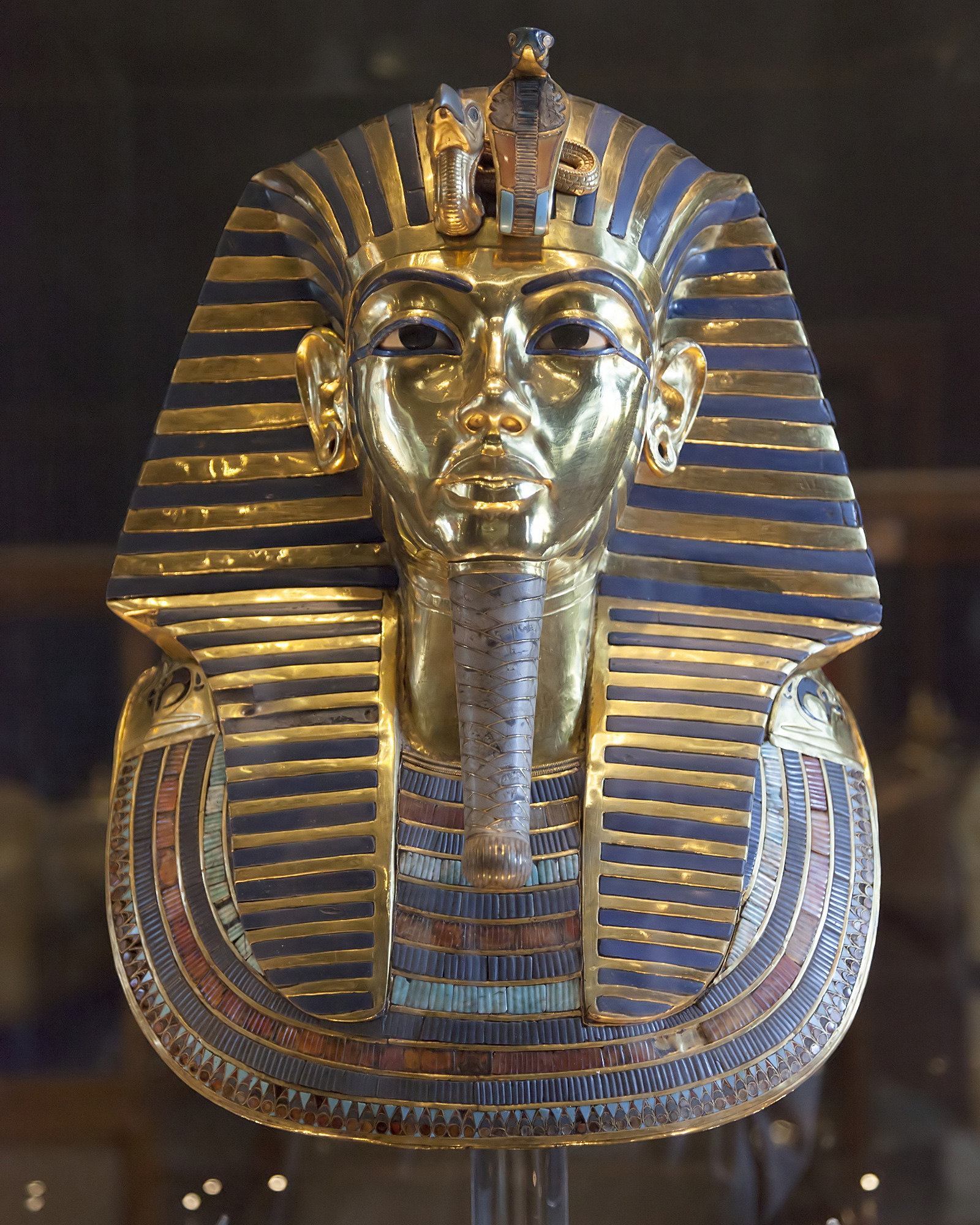
القناع الذهبي للفرعون توت عنخ آمون
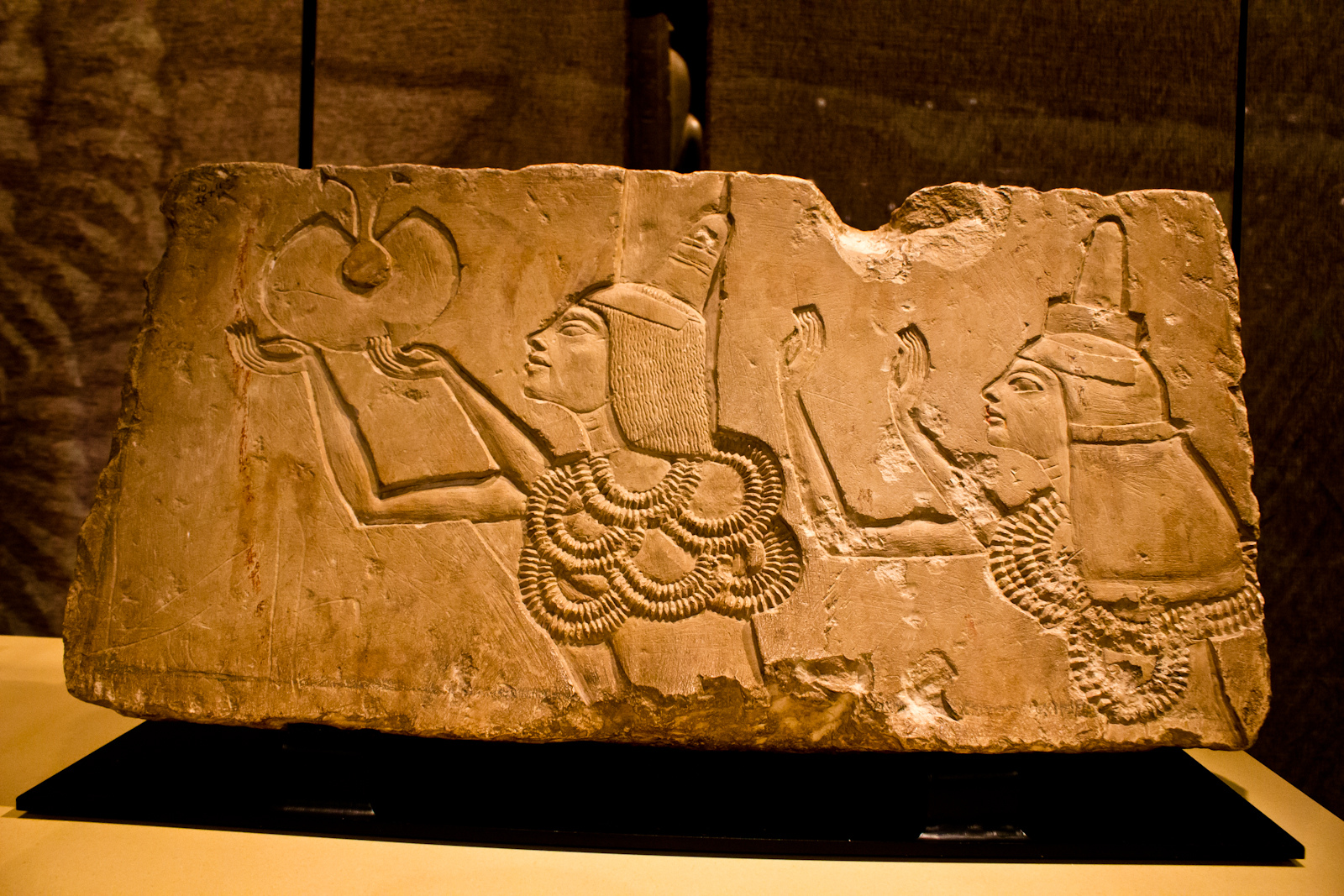
قطعة أثرية يظهر فيها الفرعون آي يتلقى "جائزة التشريف الذهبية" من أخناتون في مقبرة تل العمارنة .
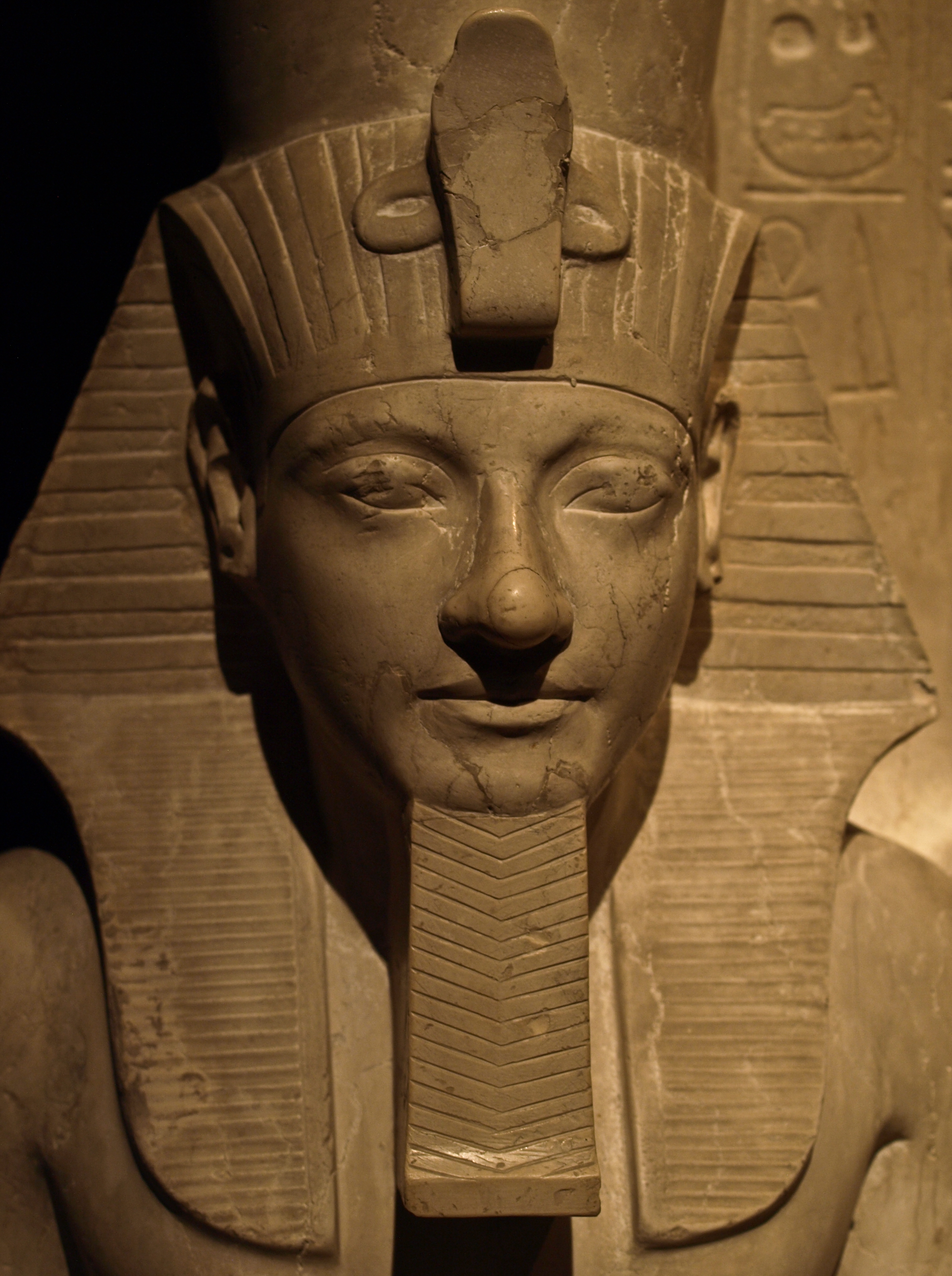
تمثال للملك حور أم حب، في متحف تاريخ الفنون ، فيينا
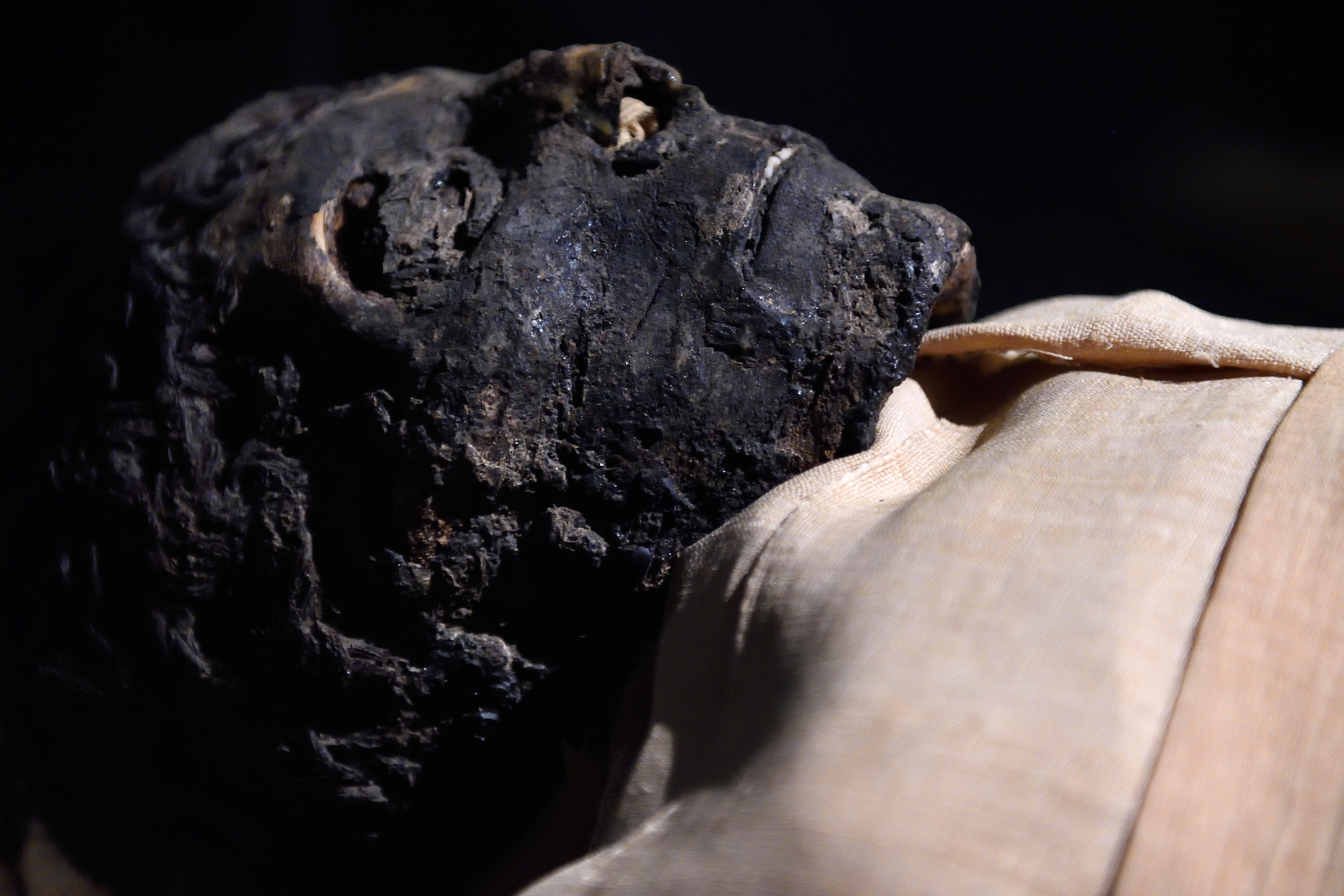
رأس محنط لمومياء الفرعون أحمس الأول في متحف الأقصر.